# Braine-le-Comte
Braine-le-Comte (neerlandeză 's-Gravenbrakel, valonă Brinne-e-Hinnot) este un oraș francofon din regiunea Valonia din Belgia. Comuna Braine-le-Comte este formată din localitățile Braine-le-Comte, Hennuyères, Henripont, Petit-Rœulx-lez-Braine, Ronquières și Steenkerque. Suprafața sa totală este de 84,68 km². La 1 ianuarie 2008 comuna avea o populație totală de 20.698 locuitori. 

## Localități înfrățite
- Franța: Braine;
- Italia: Codroipo;
- România: Vadu Izei.[1]